# Драголюб Боцинов
Драголюб Панче Боцинов (на македонска литературна норма: Драгољуб Панче Боцинов) е офицер, генерал-полковник (вицеадмирал) от Югославската народна армия и (адмирал) от Армията на Република Македония.

## Биография
Роден е на 27 октомври 1933 г. в Струмица. Завършва гимназия в Струмица през 1950 г. От 1950 до 1954 г. учи във Военноморската академия в Дивуле. Започва службата си като командир на влекач до 1955 г. След това до 1957 г. е помощник-командир на торпедна лодка. От 1957 до 1961 г. е командир на торпедна лодка. Между 1961 и 1964 г. е помощник-командир на патрулна лодка. През 1963 г. завършва школата за противоподводни лодки в Пула. От 1964 до 1966 г. е командир на патрулна лодка. През 1968 г. завършва Команднощабна академия в Дивуле. След това е назначен за командир на кораб за борба срещу подводници (1968 – 1969). Между 1969 и 1971 г. е командир на дивизион патрулни лодки. От 1973 до 1974 г. е офицер в отдел „Оперативно-образователни дейности“ на Военноморското командване в сектор Шибеник. След това до 1976 г. е началник на същия отдел. В периода 1976 – 1978 г. е началник-щаб на Военноморското командване в сектор Шибеник. Последователно е началник на Военноморския сектор Бока Которска (1978 – 1981) и Военноморския сектор Шибеник (1981 – 1983). Между 1983 и 1986 г. е помощник-командир по тила на Военноморската област Сплит. Бил е началник на военното пристанище Лора в Сплит (1986 – 1988), както и началник на училищния център на флота (1988 – 1991). По време на Югославските войни, отказва да обстрелва Сплит с минохвъргачки, въпреки заповедта от генералния щаб на ЮНА. За неизпълнението на тази заповед е арестуван през октомври 1991 г. и през юни 1992 г. осъден да лежи 18 месеца в затвора. Завръща се в Македония на 26 юни 1992 г. На 1 август същата година влиза в армията на Република Македония и е назначен за заместник-началник на Генералния щаб на Република Македония по кадровите въпроси и училищната система. В периода 3 март 1993 – 22 януари 1996 е началник на Генералния щаб на Република Македония. Освободен е през 1996 г. и пенсиониран поради навършване на 40-годишен стаж в армията. Умира на 18 март 2006 г. Погребан е в гробищата Бутел в Скопие. Синът му Александър Боцинов е бил началник на военното разузнаване на Република Македония.

## Военни звания
- Морски Подпоручик (1954)
- Поручик на корвета (1956)
- Поручик на фрегата (Капитан) (1963)
- Поручик на боен кораб (Капитан 1 клас) (1965)
- Капитан на корвета (Майор) (1969)
- Капитан на фрегата (Подполковник) (1973)
- Капитан на боен кораб (Полковник) (1977)
- Контраадмирал (1983)
- Вицеадмирал (1988)
- Адмирал (генерал-полковник) (1993)

## Награди
- Орден за военни заслуги със сребърни мечове 1959 година;
- Орден на Народната армия със сребърна звезда 1965 година;
- Орден за военни заслуги с голяма звезда 1973 година;
- Орден на Народната армия със златна звезда 1977 година;
- Орден на труда със златен венец 1979 година;
- Орден на Народната армия с лавров венец 1987 година;
- Орден на братството и единството със сребърен венец 1984 година.